# Парк имени Ю. М. Лужкова
Парк имени Ю. М. Лужкова (ранее — «Садовники») — парк в Южном административном округе города Москвы, в районе Нагатино-Садовники. Представляет собой благоустроенную озеленённую территорию площадью около 34,5 гектаров.

## История
Парк «Садовники» был разбит в 1989 году, расположившись на месте большого пустыря вдоль проспекта Андропова. Был открыт как парк культуры и отдыха жителей Красногвардейского района Москвы. В 1999 году постановлениями правительства Москвы парку присвоен статус природного комплекса, он был включён в охранную зону музея-заповедника «Коломенское». В 2005 году в центре парка «Садовники» был разбит «Рижский сад», созданный по эскизам и проектам латвийских специалистов, элементы которых напоминают Ригу. В южной части этого парка расположились тропинки, стилизованные под извилистые улочки Старой Риги, стена, облицованная камнем и украшенная цветами, в северной части — детские игровые площадки, два волейбольных поля, карусель и канатная дорога.
В мае 2013 года парк вошёл в состав ПКиО «Кузьминки» и перешёл в ведение Объединённой дирекции «Мосгорпарк» и Департамента культуры г. Москвы.
В начале 2014 года парк был обновлён. Построены теннисный корт, универсальная площадка для волейбола, баскетбола, футбола, площадка для пляжного волейбола, площадка для настольного тенниса, площадка воркаут, шахматный клуб, 3 детские площадки для разных возрастов с современным игровым оборудованием производства французской компании. В той части парка, которая прилегает к жилому массиву, разместили место для выгула собак. В центре парка была построена фонтанная площадь с садовыми террасами, пешеходным фонтаном и главным павильоном. На террасах вокруг фонтана появился злаковый сад.
У северного входа в парк открыта большая бетонная скейт-площадка площадью в 2750 квадратных метров с пулом, ступеньками, хендрейлами, гранями и другими фигурами для катания.
21 сентября 2021 года был переименован в честь мэра Москвы Юрия Лужкова (1936—2019) в связи с 85-й годовщиной его рождения.

## Рижский сад
Сад в центральной части Садовнического парка разбит в 2006 году в соответствии с двусторонним проектом «Рижский сад в Москве — Московский сад в Риге».
Архитектурный проект сада разработан специалистами из Латвии. На 5 гектарах земли организована зона отдыха с соответствующим духу этой прибалтийской республики антуражем — с валунами, мачтовыми соснами, пешеходными дорожками, выложенными морскими камнями, стилизованными декоративными ограждениями и уличными фонарями.
Планировка сада представляет собой спираль, образованную дорожками, вписанными в эллипс. В результате получается стилизованный контур ромашки — одного из национальных символов Латвии.
Центральная дорожка, мощённая серым камнем, подобна Даугаве, протекающей через Ригу. Сад имеет регулярную структуру и отражает городские особенности латвийской столицы. Дорожки, тропинки и живые изгороди из кизильника напоминают план старой Риги. Конструкции, стилизованные под башенки рижских церквей, ещё больше подчёркивают колорит древнего города. А холм с южной стороны с двухметровой подпорной стенкой напоминает городские валы, когда-то окружавшие город.
В рисунке металлических конструкций используются рижские мотивы. Созданы цветники из многолетних растений, где преобладают разновысокие дикорастущие травы.
Покрытие дорожек выполнено в латвийском стиле, с использованием дерева. Одна из прогулочных дорожек сада выложена плитами, на которых на латышском языке написаны названия улиц города Риги.